# ハマノヒロチカ
ハマノ ヒロチカ（1977年2月24日 - ）は、日本のピアニスト、シンガーソングライター。本名、濱埜 宏哉（読み同じ）。
北海道旭川市生まれ。うお座。血液型はB型。元野狐禅のメンバーであり、解散後はソロとして活動。趣味はカレーの食べ歩き。

## 来歴
1999年、竹原ピストルと共に弾き語りユニット野狐禅を結成、鍵盤を担当。2003年にメジャーデビュー。以降、シングル6枚、アルバム5枚をリリースし、2009年、解散。
解散と同時にソロ活動を開始。2022年現在、自主制作作品の他、フルアルバム3枚、ライブアルバム2枚をリリースしている。同時に、ピアニスト、キーボーディストとしても活動し、多数のアーティストのサポートなども務める。また、映画『グラキン★クィーン』（主演：西田麻衣）、『花子の日記』（主演：倉科カナ）への楽曲提供、ゲーム「ワンナイト人狼オンライン」の音楽制作など、作曲家としても活動している。

## ディスコグラフィ
- 黎明（自主制作、ハマノヒロチカ with MICCA 名義）
  1. 粟島のテーマ
  2. さよならサンセット
  3. アクアライン
  4. ピアニシモ
  5. 黎明
- 朝がまた来る（自主制作シングル、2011年4月）
  1. 朝がまた来る
  2. アクアライン
  3. ハロー・グッバイ
  4. 春夏秋冬（Live）
  5. 銀色の街
- キ☆セ☆キ（自主制作シングル、ハマノヒロチカ＆川村ケイタ＆本夛マキ名義、2012年2月）
  1. キ☆セ☆キ
- 最後の青春（ファーストフルアルバム、NSSR-024、NOW SOUND SYSTEMS、2013年6月12日）
  1. さよならサンセット
  2. プリズム
  3. 不眠症
  4. アクアライン（アルバムバージョン）
  5. 夕闇スコープ
  6. 遠い日の少年
  7. ハロー・グッバイ（アルバムバージョン）
  8. 銀色の街（アルバムバージョン）
  9. ローアンドロー
  10. 最後の青春
  11. 朝がまた来る（アルバムバージョン）
  12. 黎明（アルバムバージョン）
  13. オレンジ
- ヒカリ（自主制作シングル、2014年2月）
  1. ヒカリ
  2. 夏にサヨナラ
  3. 最後の青春（Live）
- Sandalleg -official Bootleg-（公式海賊盤ライブアルバム、2015年2月）
  1. 春夏秋冬 (2015.2.4 学芸大学 APIA40)
  2. 夕闇スコープ (2014.12.4 盛岡 the five morioka)
  3. 朝がまた来る (2014.10.30 学芸大学 APIA40)
  4. 青春ゴーズ・オン (2014.10.30 学芸大学 APIA40)
  5. 君の瞳は何を見てるの (2013.11.14 京都 ROOTERx2)
  6. 桜 (2015.1.18 岡山 MO:GLA)
  7. ローアンドロー (2015.2.4 学芸大学 APIA40)
  8. 雨 (2014.11.7 西荻窪 ARTRION)
  9. 最後の青春 (2014.12.19 幡ヶ谷 36°5)
  10. 東雲 (2014.5.21 高知 フォーク酒場グラッシー)
- 「サーチン・フォー・マイ・フューチャー」＋「マイ・ツイート・メモリー」オリジナルサウンドトラック（サウンドトラック、2016年1月）
- センチメンタル（自主制作シングル、2017年2月）
  1. センチメンタル
  2. 呉線
- Wonderful World（セカンドフルアルバム、PMF-166、ペルメージレコード、2018年5月16日）
  1. 流れ星
  2. 夏にサヨナラ
  3. わらべうた
  4. 雨
  5. 踊るマハラジャ
  6. 呉線
  7. 斜陽
  8. センチメンタル
  9. ヒカリ
  10. Wonderful World

- Sandalleg 2 -official Bootleg-（公式海賊版ライブアルバム、2020年2月）
  1. 春夏秋冬  (2019.6.23 碑文谷APIA40)
  2. 雨  (2019.10.8 碑文谷APIA40)
  3. ローアンドロー  (2019.8.26 岡山MO:GLA)
  4. 桜  (2019.12.6 甲府ハーパーズミル)
  5. センチメンタル  (2019.4.9 西荻窪ARTRION)
  6. 東雲  (2019.2.24 西荻窪ARTRION)
  7. プリズム  (2019.11.3 幡ヶ谷36°5)
  8. 君の瞳は何を見てるの  (2019.3.16 札幌LOG)
  9. わらべうた  (2019.6.7 千葉ANGA)
  10. Songwriter  (2019.10.15 南浦和宮内家)
  11. 最後の青春  (2019.2.24 西荻窪ARTRION)
  12. 古い日記帳  (2020.1.5 幡ヶ谷36°5)
  13. ヒカリ  (2019.11.30 五反田PISTOL)
  14. 朝がまた来る  (2019.8.5 名古屋GURU×GURU)
- I'm a Songwriter（サードフルアルバム、Taitsuki-002、タイツキレコード、2022年5月22日）
  1. はじまりの唄
  2. Songwriter
  3. こんな僕で良かったら
  4. ヒーロー
  5. 旭橋
  6. 月と独り言
  7. クジャクソウ
  8. マイ・バック・ページ
  9. サンゴのかけら
  10. 古い日記帳
  11. 満ち欠ける日々

## サポートしたミュージシャン
- 竹原ピストル
- ファンキー加藤
- 長澤知之
- ザ・マスミサイル
- ウラニーノ
- 本夛マキ
- 秋風センチメンタル
- the 武田組
- 上野まな
- 加藤貴之
- THE NATURALKILLERS

## 楽曲提供
- ウミノカド（音楽プロデュース）
- グラキン★クィーン（主演：西田麻衣）
- 花子の日記（主演：倉科カナ）
- マイ・ツイート・メモリー
- サーチン・フォー・マイ・フューチャー

## ラジオ番組
- ハマノヒロチカラヂオ（2009年9月 - 2015年）　FMりべーる（地元旭川市のコミュニティFM）

## エピソード
- 「コロニー落とし」という、ファミコンのBGMを生演奏するバンドをやっている。メンバーには、チャレンジャーやスターソルジャーのBGMを手がけた国本剛章もベースで参加している。
- 芸能界随一のカレーマニアである。ツアーの傍ら、全国のカレーを食べ歩き、カレーブログ「ステキ伽哩のさんぽはステキ」へ記録している。その記事数は800を超え、カレーブログ界の代表として「ズームイン!!サタデー」「激論!どっちマニア」等のテレビ番組に出演したこともある。また、イベント等でも、ヒロチカレーと称してカレーを振舞うことがある。
- 熱狂的な東北楽天ゴールデンイーグルスのファンである。趣味が高じて、2013年8月23日、クリネックススタジアム宮城で行われた楽天イーグルスの公式戦で、国歌斉唱を務めた。[3]
- 『青春☆金属バット』において、役者として出演（ガソリンスタンド店員役）。